# Phragmanthera cornetii
Phragmanthera cornetii är en tvåhjärtbladig växtart som först beskrevs av Dewèvre, och fick sitt nu gällande namn av R.M. Polhill och D. Wiens. Phragmanthera cornetii ingår i släktet Phragmanthera och familjen Loranthaceae. Inga underarter finns listade i Catalogue of Life.